# Андроид (робот)
Андроид је робот направљен по узору на мушкарца, обично опонашајући његов изглед и понашање. Реч потиче од грчког andr-, што значи „човек, мушкарац”, и суфикса -eides, што значи „припадници, сродници” (једнина eidos). Иако је појам идеалног андроида до данас остао везан само за научну фантастику, хуманоидни роботи већ постоје.
Гиноид означава хуманоида који изгледом подсећа на жену.